# Bahník západoafrický
Bahník západoafrický (Protopterus annectens) je ryba z čeledi Protopteridae. Patří mezi dvojdyšné (Dipnoi), které jsou pokládány za tzv. živoucí fosilie. Podle Mezinárodního svazu ochrany přírody je málo dotčeným druhem.
Jeho protáhlé tělo dosahuje délky až 1 m. Největší exempláře váží asi 4 kg.

## Výskyt
Bahníci západoafričtí žijí ve stojatých vodách řek a jezer subsaharské Afriky. Jsou známy celkem dva poddruhy, z toho Protopterus annectens annectens se vyskytuje mj. v povodí Volty, Bandamy, Komoé či v oblasti Čadské pánve a Protopterus annectens brieni obývá mj. Kongo, Zambezi a východoafrické řeky jižně až k Limpopo.
Bahníci obvykle žijí v sezónně zaplavovaných, vysychajících oblastech. Období sucha ryba přečkává v komůrce vyhrabané v bahnitém dně, do níž se stočí a obalí se slizovým pouzdrem, jež později zatuhne. Během této doby dýchá bahník atmosférický kyslík skrze bahnitou zátku. Aktivní se opět stává s příchodem období dešťů.

## Potrava a rozmnožování
Živí se především masožravě, například měkkýši, žábami či rybami, ačkoli může konzumovat i určitý podíl rostlinné potravy. Bahníci se třou v bažinatých oblastech během období dešťů, přičemž vajíčka kladou do předem připravených hnízd. O snůšku pečuje samec, jenž k vajíčkům nahání okysličenou vodu a určitou dobu chrání čerstvě vylíhlá mláďata.

## Zajímavosti
Výzkumem byla zjištěna schopnost regenerace ocasní části těla, podobná regeneraci u mloků.